# Smashes, Thrashes & Hits

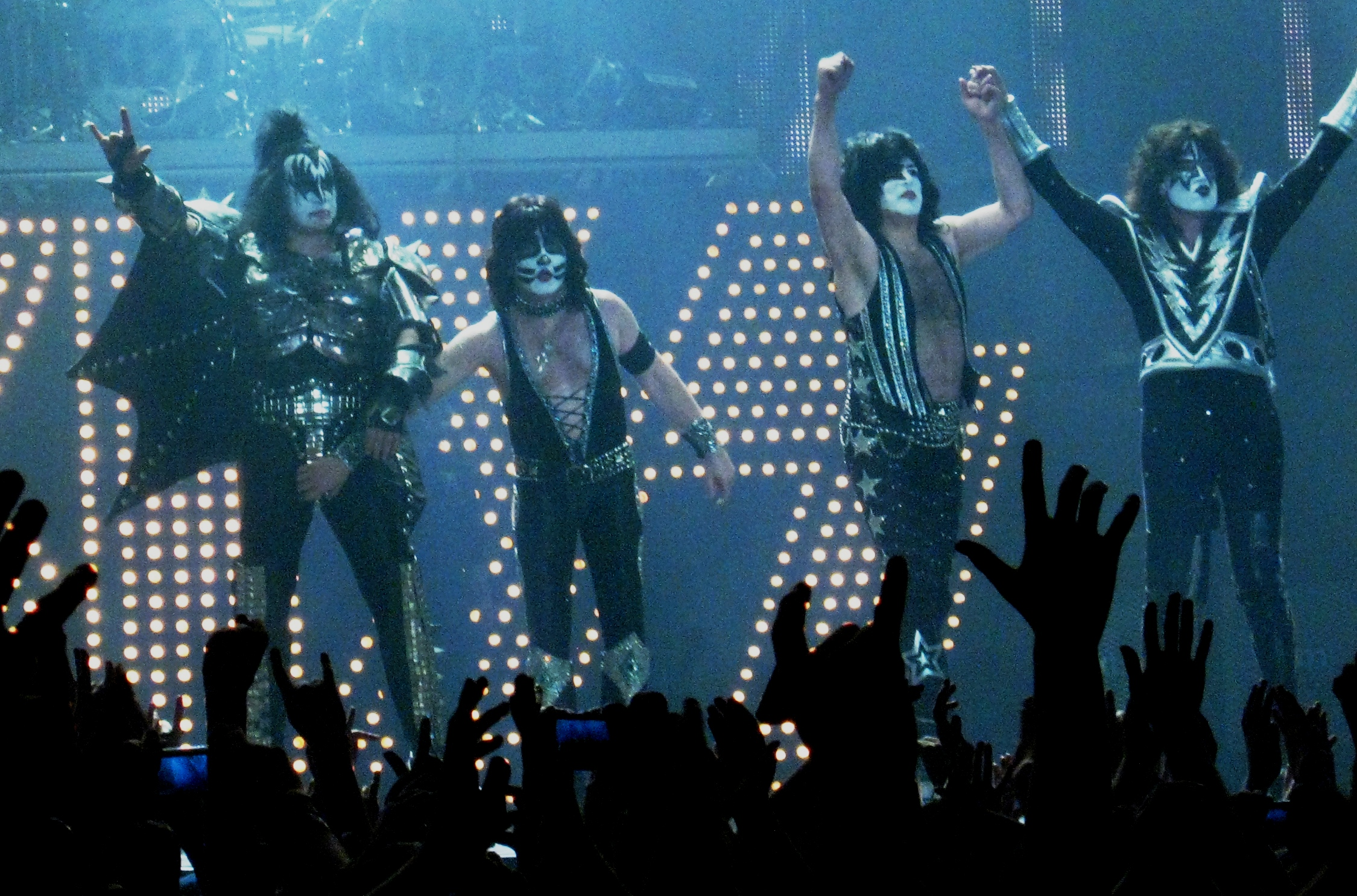
Kiss in Birmingham, England (Mai 2010)

Smashes, Thrashes & Hits ist ein Musikalbum der US-amerikanischen Hard-Rock-Band Kiss. Es wurde am 15. November 1988 veröffentlicht. Es war das dritte Best-of-Album der Gruppe, allerdings erst das zweite, das in den USA veröffentlicht wurde, wo Killers nicht erschienen war. Es erschien in zwei Versionen mit leicht unterschiedlicher Titelauswahl für den amerikanischen und den europäischen Markt.

## Entstehung
Das Album wurde aus den Originalaufnahmen bekannter Kiss-Songs zusammengestellt, von denen einige neu abgemischt wurden. Um den Verkauf zu fördern, waren zwei neue, von Paul Stanley produzierte Titel enthalten, nämlich Let’s put the X in Sex (geschrieben von Paul Stanley und Desmond Child) und (You Make me) Rock Hard (geschrieben von Stanley, Child und Diane Warren).
Eine Besonderheit des Albums war die Neuaufnahme des Titels Beth, der hier jedoch nicht von Peter Criss, sondern von Eric Carr gesungen wurde – für die Produktion wurde lediglich die Gesangsspur des ursprünglich 1976 aufgenommenen Titels durch die von Carr gesungene Version ersetzt. Die Aufnahme seines Gesangs erfolgte im selben Studio, in dem Peter Criss den Titel aufgenommen hatte. Es war die erste Veröffentlichung eines von Carr gesungenen Titels auf einem Kiss-Album, obwohl der Schlagzeuger bereits 1980 mit seinem Einstieg in die Gruppe bei Konzerten den Gesang für den Titel „Black Diamond“ übernommen hatte. Er bereute später, dass er sich zu dieser Aufnahme hatte überreden lassen, begründete dies aber mit seinem langgehegten Wunsch, einen Titel auf einem Kiss-Album singen zu dürfen.

### Cover
Das Cover der LP-Ausgabe zeigte auf der Vorderseite ein Foto der aktuellen Bandbesetzung; im Vordergrund sah man ausgestreckte Arme und Hände, die eine jubelnde Fanmenge symbolisieren sollten. Diese Hände waren auch auf der Rückseite zu sehen, darüber befand sich die Titelliste, die Platte selbst steckte in einer Papierhülle, die mit den Texten der Lieder bedruckt war. Die CD- und MC-Ausgabe des Albums enthielt dagegen ein mehrteiliges Faltbooklet mit den Songtexten der einzelnen Titel.; die CD enthielt einen Titel (Calling Dr. Love) mehr als die Schallplatte.

## Veröffentlichung
Smashes, Thrashes and Hits erschien im November 1988 als LP, Picture Disc, CD und MC. Im Gegensatz zur regulären LP-Ausgabe erschien die Picture Disc in einem Klappcover. Auf der Vorderseite befand sich der Albumtitel oben neben dem Logo der Gruppe, unten war zusätzlich die Zeile „15 Years of Kisstory“ zu lesen. Auf den Innenseiten des Covers waren jeweils vier Fotos aus der Zeit vor und nach der Demaskierung der Gruppe zu sehen, außerdem befand sich dort ein Text zur Geschichte der Gruppe.
Es wurden zwei Singles veröffentlicht: Im November 1988 erschien Let’s put the X in Sex (Rückseite: Calling Dr. Love), im Januar 1989 folgte (You Make me) Rock Hard (Rückseite: Deuce). Let’s put the X in Sex wurde auch als Maxisingle veröffentlicht, die vier verschiedene Remixes des Titels enthielt. Beide Singles erschienen in den USA auch als CDV mit jeweils vier Titeln, die man auf normalen CD Playern anhören konnte. Zusätzlich enthielten sie den Videoclip des jeweiligen Titelsongs, den man aber nur auf Laserdisc-Playern ansehen konnte. Die beiden CDV waren die letzten, die von Kiss veröffentlicht wurden.

## Titelliste
- Let's put the X in Sex – 3:48
- Crazy, Crazy Nights – 3:45
- (You Make me) Rock Hard – 3:26
- Love Gun – 3:31
- Detroit Rock City – 2:44
- I Love it Loud – 3:45
- Reason to Live – 3:59
- Lick it up – 3:53
- Heaven's on Fire – 3:49
- Calling Dr. Love – 3:38 (CD-Bonustrack)
- Strutter – 3:18
- Beth – 2:46
- Tears are Falling – 3:54
- I was Made for Lovin' you – 4:29
- Rock and Roll All Nite – 2:56
- Shout it out Loud – 3:07